# Bracket
Bracket es una banda estadounidense de punk rock formada en Forestville, California en 1992. Son uno de los grupos más populares de la escena punk rock independiente del país.

## Discografía
| Año  | Álbum                                   | Discográfica     |
| ---- | --------------------------------------- | ---------------- |
| 1994 | 924 Forestville St                      | Caroline Records |
| 1995 | 4 Wheel Vibe                            | Caroline Records |
| 1996 | E is for Everything on Fat Wreck Chords | Fat Wreck Chords |
| 1996 | Like You Know                           | Caroline Records |
| 1997 | Novelty Forever                         | Fat Wreck Chords |
| 2000 | When All Else Fails                     | Fat Wreck Chords |
| 2002 | Live in a Dive                          | Fat Wreck Chords |
| 2006 | Requiem                                 | Takeover Records |

## Integrantes

### Actualmente
- Marti Gregori – cantante principal, guitarra principal
- Angelo Celli – guitarra, coros (1999 –)
- Zack Charlos – bajo, coros
- Ray Castro – batería

### En el pasado
- Larry Tinney – guitarra (1992 - 1999)